# Liste der Rektoren der Nationalen Autonomen Universität von Mexiko
Die Liste der Rektoren der Nationalen Autonomen Universität von Mexiko führt die Personen auf, die das Amt des Rektors der Nationalen Autonomen Universität von Mexiko ausgeübt haben.
- Joaquín Eguía Lis (1910–1913)
- Ezequiel Adeodato Chávez Lavista (1913–1914)
- Valentín Gama y Cruz (1914–1915)
- José Natividad Macías (1915–1916)
- Miguel E. Schultz (1916–1917)
- José Natividad Macías (1917–1920)
- Antonio Caso (1920)
- Balbino Dávalos Balkim (1920)
- José Vasconcelos Calderón (1920–1921)
- Mariano Silva y Aceves (1921)
- Antonio Caso (1921–1923)
- Ezequiel Adeodato Chávez Lavista (1923–1924)
- Alfonso Pruneda García (1924–1928)
- Antonio Castro Leal (1928–1929)
- Ignacio García Téllez (1929)
- José López Lira (1929)
- Ignacio García Téllez (1929–1932)
- Roberto Medellín Ostos (1932–1933)
- Manuel Gómez Morín (1933–1934)
- Enrique O. Aragón (1934)
- Fernando Ocaranza Carmona (1934–1935)
- Luis Chico Goerne (1935–1938)
- Gustavo Baz Prada (1938–1940)
- Mario de la Cueva (1940–1942)
- Rodulfo Brito Foucher (1942–1944)
- Samuel Ramírez Moreno (1944)
- José Aguilar Álvarez (1944)
- Manuel Gual Vidal (1944)
- Junta de Exrectores (1944)
- Alfonso Caso (1944–1945)
- Genaro Fernández MacGregor (1945–1946)
- Salvador Zubirán Anchondo (1946–1948)
- Luis Garrido Díaz (1948–1953)
- Nabor Carrillo Flores (1953–1961)
- Ignacio Chávez Sánchez (1961–1966)
- Javier Barros Sierra (1966–1970)
- Pablo González Casanova (1970–1972)
- Guillermo Soberón Acevedo (1973–1981)
- Octavio Rivero Serrano (1981–1985)
- Jorge Carpizo MacGregor (1985–1989)
- José Sarukhán Kermez (1989–1997)
- Francisco Barnés de Castro (1997–1999)
- Xavier Cortés Rocha (1999)
- Juan Ramón de la Fuente (1999–2007)
- José Narro Robles (2007–2015)